# Singkir
Singkir is een bestuurslaag in het regentschap Tasikmalaya van de provincie West-Java, Indonesië. Singkir telt 4608 inwoners (volkstelling 2010).